# Deo et Patriae
Die lateinische Phrase Deo et Patriae bedeutet „Für Gott und Vaterland“ und ist ein Wahlspruch, der in der Vergangenheit von zahlreichen Herrschern verwendet wurde, so unter anderem auf den Vikariatsmünzen des 17. Jahrhunderts aus Sachsen, ebenso von Institutionen, wie etwa vom Gymnasium Theodorianum in Paderborn. Heute findet sich dieser Wahlspruch noch bei einigen Studentenverbindungen.